# 宽彻哥
宽彻哥（?—?），完泽之子，玉龙答失之孙，元宪宗蒙哥之曾孙。
至顺年间，袭封卫王。至元二年（1336年）七月，以卫辉路五户丝赐卫王宽彻哥为食邑。至正十一年（1351年）八月，元惠宗命御史大夫也先帖木儿知枢密院事，及卫王宽彻哥率大军出征河南白莲教，各赐钞一千锭，从征者赐予有差。擒获韩咬儿送京师诛杀。